# Mykwa w Przeworsku
Mykwa w Przeworsku - budynek dawnej łaźni żydowskiej znajdujący się w Przeworsku przy ul. Słowackiego 12.

## Historia obiektu
Obiekt o podobnym przeznaczeniu istniał na miejscu obecnego budynku przynajmniej od 1750. Obecna mykwa wzniesiona została w 1909 z inicjatywy żydowskiej gminy wyznaniowej w Przeworsku. Rada miejska przekazała 17 marca 1909 na ten cel 2000 koron subwencji z zastrzeżeniem, że łaźnia będzie służyła do publicznego użytku.
Po II wojnie światowej obiektem zarządzało Towarzystwo Budownictwa Społecznego i znajdowała się w niej łaźnia miejska, pralnia oraz pomieszczenia magazynowe kilku firm. 
Obecnie służy celom komercyjnym.